# Tetranychus turkestani
Tetranychus turkestani är en spindeldjursart som först beskrevs av Ugarov och Aleksandr Mikhailovich Nikolskii 1937.  Tetranychus turkestani ingår i släktet Tetranychus och familjen Tetranychidae. Inga underarter finns listade i Catalogue of Life.